# Valerio Evangelisti
Pour les articles homonymes, voir Evangelisti.
Œuvres principales
- Cycle Nicolas Eymerich
- Cycle Nostradamus

Valerio Evangelisti, né le 20 juin 1952 à Bologne (Italie) et mort le 18 avril 2022 dans la même ville, est un écrivain italien, auteur de romans policiers et de science-fiction.

## Biographie
Valerio Evangelisti est diplômé de sciences politiques à l'Université de Bologne où il se spécialise en histoire moderne et contemporaine. Il publie des livres et des essais historiques, puis il se consacre principalement à la littérature de l'imaginaire. 
Son premier roman Nicolas Eymerich, inquisiteur obtient le prix Urania en Italie. Onze autres romans du cycle Eymerich ont suivi, et lui valent par exemple en 1998 le grand prix de l'Imaginaire et le prix Tour Eiffel de science-fiction en 1999. 
Il publie ensuite trois romans du cycle Métal Hurlant et les trois volumes du Roman de Nostradamus.
Il est aussi correspondant du Monde diplomatique, président de l'Archive historique de la Nouvelle gauche « Marco Pezzi » de Bologne.

## Œuvre

### SérieNicolas Eymerich
1. Nicolas Eymerich, inquisiteur, Payot & Rivages, 1998 ((it) Nicolas Eymerich, inquisitore, 1994)Réédition, Pocket coll. « Best » no 10913, 1999 ; réédition, Pocket coll. « Science-fiction » no 10913, 2004 (édition revue par l'auteur en collaboration avec Doug Headline) ; réédition, La Volte, 2011
2. Les Chaînes d'Eymerich, Payot & Rivages, 1998 ((it) Le catene di Eymerich, 1995)Réédition Pocket coll. « Best » no 10914, 1999 ; réédition Pocket coll. « Science-fiction » no 5843, 2004 ; réédition, La Volte, 2011
3. Le Corps et le Sang d'Eymerich, Payot & Rivages, 1999 ((it) Il corpo e il sangue di Eymerich, 1996)Réédition, Pocket coll. « Best » no 10915, 2000 ; réédition Pocket coll. « Science-fiction » no 5861, 2005 ; réédition, La Volte, 2012
4. Le Mystère de l'inquisiteur Eymerich, Payot & Rivages, 1999 ((it) Il mistero dell'inquisitore Eymerich, 1996)Réédition, Pocket coll. « Best » no 11161, 2001 ; réédition Pocket coll. « Science-fiction » no 5872, 2005 ; réédition, La Volte, 2012
5. Cherudek, Payot & Rivages, 2000 ((it) Cherudek, 1997)Réédition, Pocket coll. « Science-fiction » no 5857, 2005 ; réédition, La Volte, 2013
6. Picatrix : l’échelle pour l’enfer, Payot & Rivages, 2002 ((it) Picatrix. La scala per l'inferno, 1998)Réédition, La Volte, 2014
7. Le Château d’Eymerich, La Volte, 2012 ((it) Il castello di Eymerich, 2001)
8. Mater terribilis, La Volte, 2013 ((it) Mater terribilis, 2002)
9. La Lumière d'Orion, La Volte, 2014 ((it) La luce di Orione, 2007)
10. L'Évangile selon Eymerich, La Volte, 2015 ((it) Rex tremendae maiestatis, 2010)
11. Eymerich ressuscité, La Volte, 2018 ((it) Eymerich risorge, 2017)
12. Le Fantôme d'Eymerich, La Volte, 2021 ((it) Il fantasma di Eymerich, 2018)

- Nicolas Eymerich, inquisiteur - Volume 1, Le Livre de poche, 2016Contient les tomes 1 à 5
- Nicolas Eymerich, inquisiteur - Volume 2, Le Livre de poche, 2017Contient les tomes 6 à 10

### SérieLe Roman de Nostradamus
1. Le Présage, Payot & Rivages, 1999 ((it) Il presagio, 1999)Réédition, Pocket, 2002
2. Le Piège, Payot & Rivages, 1999 ((it) L'inganno, 1999)Réédition, Pocket, 2002
3. Le Précipice, Payot & Rivages, 2000 ((it) L'abisso, 1999)Réédition, Pocket, 2002

### SérieMétal hurlant
1. Métal hurlant : Nouvelles, Payot & Rivages, 2001 ((it) Metallo urlante, 1998)
2. Black Flag, Payot & Rivages, 2003 ((it) Black Flag, 2002)
3. Anthracite, Payot & Rivages, 2004 ((it) Antracite, 2003)

### Cycle des pirates
1. Tortuga, Payot & Rivages, 2011 ((it) Tortuga, 2008)
2. (it) Veracruz, 2009
3. (it) Cartagena, 2012

### Cycle du Mexique
1. La Coulée de feu, Métailié, 2009 ((it) Il collare di fuoco, 2005)
2. (it) Il collare spezzato, 2006

### Trilogie américaine
1. Anthracite, Payot & Rivages, 2004 ((it) Antracite, 2003)
2. Nous ne sommes rien, soyons tout, Payot & Rivages, 2008 ((it) Noi saremo tutto, 2004)
3. Briseurs de grève, Libertalia, 2020 ((it) One Big Union, 2011)

### Ouvrages collectifs
- La Méthode Calligaris, dans Association des astronautes autonomes, Quitter la Gravité, 2001, Éditions de l'éclat  (ISBN 2-84162-058-1).
- Fragments d'un miroir brisé : anthologie de la nouvelle science-fiction italienne, supervision et participation avec la nouvelle Kappa, Payot 1999  (ISBN 2-228-89241-6) et  Pocket 2001  (ISBN 2-266-10137-4).

## Thèmes
La majorité des romans de Valerio Evangelisti mêlent en un seul roman plusieurs récits se passant à des époques différentes, récits que l'on découvre liés pendant que progresse la lecture, le passé clarifiant l'évolution du présent ou du futur.
- Opposition entre ceux restant humains, et ceux perdant leur humanité

Les hommes peuvent perdre ce qui fait d'eux des civilisés, et alors les structures de la société semblent tenir, mais elles sont emplies d'êtres cruels, bestiaux, dangereux et amoraux, livrant les humains restés « purs » (intègres même dans leurs défauts) à l'absurde et au chaos. Evangelisti peint un futur apocalyptique où l'homme est au sens propre un loup pour l'homme, développant cette métaphore pour opposer les loups « à l'ancienne », obéissant à des règles et tuant seulement pour se nourrir, plus solitaires, aux nouveaux loups plus forts, plus grégaires, possédés par une frénésie de violence et jouissant de la cruauté et de la destruction. Ce pourrissement de l'âme a de multiples explications : simple pente fatale en des temps troublés, intoxication générale aux métaux lourds issue du développement industriel, intégration de prothèses mécaniques...
Eymerich et Pantera, les deux personnages principaux d’Evangelisti, sont deux exemples extrêmes de cette tension de l'âme, ces deux anti-héros parvenant à rester eux-mêmes alors que leur activité et leur raison d'être sont de semer la mort et d'infliger la douleur.
- Les dieux

Evangelisti a conçu tout un Panthéon, chaque peuple ayant ses dieux, les éléments (tel le métal et l'électricité) ayant leurs dieux aussi. Les dieux se recyclent, pouvant changer de nom et d'apparence au fur et à mesure que d'autres peuples les adoptent. Ils peuvent être faibles ou puissants, taquins, instables ou cruels, ouverts à la transaction ou distants. À ce titre, le dieu chrétien ou Allah ne sont plus uniques mais perdus dans la masse. Aucun n'est un dieu de bonté ou du moins ne se manifeste comme tel.
- La dégradation du corps

La majorité des futurs imaginée par Evangelisti montre cette dégradation, qui prend diverses formes. Pollution radioactive, maladies pandémiques forçant à intégrer de plus en plus de pièces biomécaniques dans le corps humain pour compenser la dégénérescence incurable de ses organes, mutations monstrueuses sous l'effet de substances chimiques...